# Вольга
Во́льга (устар. Большая Вольга, Волга, Большая Волга) — река в Владимирской области России, левый приток Клязьмы. Протекает по территории Петушинского и Кольчугинского районов. Длина — 51 км, площадь бассейна — 347 км².
Начинается на высоте около 210 м над уровнем моря у северной окраины деревни Конышево. Течёт в основном на юг. Устье Вольги находится в 445 км по левому берегу Клязьмы на высоте 111 м над уровнем моря, около деревни Новое Перепечино.

## Притоки
- Кучебищ (Кучебжа) — левый;
- Мергель — левый[7].